# Ralbitz-Rosenthal
Ralbitz-Rosenthal, en sorabe Ralbicy-Róžant, est une commune rurale de Saxe (Allemagne), située dans l'arrondissement de Bautzen, dans le district de Dresde en Haute-Lusace, où la population sorabe catholique est majoritaire (environ 85 % en 2001). Elle est issue de la fusion en 1994 de la commune de Ralbitz et de celle de Rosenthal.

## Événements
- La procession équestre de Pâques est un événement annuel marquant de l'identité sorabe qui se déroule en l'honneur de la Résurrection du Christ.

## Personnalités liées à la ville
- Róža Domašcyna (1951-), poète née à Zerna.